# Ictías
Ictías (en griego antiguo: Ἰχθύας, siglo IV a. C.) fue un filósofo griego, hijo de Metallus, que fue discípulo y sucesor de Euclides de Mégara al frente de la escuela megárica. Era conocido de Trasímaco de Corinto, maestro de Estilpón, maestro a su vez de Zenón de Citio, fundador de la escuela estoica. Ictías fue descrito como un hombre de gran eminencia y se dice que Diógenes de Sinope le dedicó uno de sus diálogos.
Según el filólogo clásico Hilarius Emonds, la corrección de un pasaje mal traducido del tratado Apologeticum de Tertuliano deja entrever que Ictías fue el líder de una revuelta oligarca en la ciudad de Mégara en el año 375 a. C.